# Archibald Douglas
Archibald Douglas (prima del 1298 – Berwick-upon-Tweed, 19 luglio 1333) è stato un nobile e militare scozzese fu Guardiano di Scozia durante la minore età di Davide II di Scozia.

## All'ombra del fratellastro
Archibald Douglas nacque prima del 1298, anno della morte del padre, da William Douglas the Hardy e da Eleanor di Lovanio. Suo padre era il governatore del castello di Berwick-upon-Tweed e suo fratellatro era James Douglas, uomo di fiducia di Roberto I di Scozia. 
Buona parte della vita di Archibald è passata sotto silenzio e il primo dato certo su di lui si ha nel 1320 quando Roberto I gli diede un documento che attestava la sua proprietà di alcune terre a Morebattle, nel Roxburghshire e a Kirkandrews nel Dumfriesshire. Nel 1324 altre terre gli vennero donate a Rattray e Crimond nel Buchan e Laurencekirk nel Kincardineshire, entro il tempo della propria morte Archibald avrebbe avuto in dono anche le terre attorno a Liddesdale. Di altro di lui non si sa se non che nel 1327 fu al fianco del fratellastro James nella Battaglia di Stanhope Park combattuta durante la prima guerra di indipendenza scozzese.

## Guardiano di Scozia
Nel 1329 Roberto I morì e James Douglas partì per la Terra santa insieme al cuore del re con lo scopo di portarlo al Santo Sepolcro, James non tornò in patria, egli infatti morì alla Battaglia di Teba nell'agosto del 1330. Archibald a quel punto divenne Guardiano di Scozia al posto del fratellastro poiché il figlio di Roberto I, Davide II di Scozia era un bimbo di soli cinque anni. L'inizio della sua carica coincise con la ripresa delle ostilità con gli inglesi, nel 1332 era infatti scoppiata la seconda guerra di indipendenza scozzese e i pochi raid che aveva compiuto con i propri uomini probabilmente non furono sufficienti per prepararlo a quel conflitto in larga scala. Edoardo Balliol, figlio di Giovanni di Scozia, invase la Scozia con l'appoggio di Edoardo III d'Inghilterra e gli scozzesi vennero severamente sconfitti nell'estate del 1332 alla Battaglia di Dupplin Moor. Archibald in quell'occasione servì sotto il comando di Patrick, V conte di March (1285circa-1369) che riuscì a mettere in fuga la parte più piccola dell'esercito di Balliol. In quella stessa occasione, tuttavia, dopo la rotta del contingente di Domhnall, II conte di Mar (1302circa-11 agosto 1332), March non inseguì Balliol preferendo ritirarsi e lasciandolo libero di raggiungere Scone ed incoronarsi. In segno di gratitudine Balliol donò ad Edoardo III la contea, la città e il castello di Berwick-upon-Tweed e Archibald decidendo di rimanere fedele alla casa dei Bruce passò al contrattacco riuscendo a sconfiggere Balliol alla battaglia di Annan del 6 dicembre 1332 e costringendolo a riparare in Inghilterra.
Edoardo III si mise quindi alla testa di un esercito per riprendersi Berwick che fu posta sotto assedio, una tregua venne temporaneamente stipulata con il governatore del castello Alexander Seton dove si diceva che se il castello non fosse stato liberato entro un certo tempo questi sarebbe stato ceduto agli inglesi. Archibald mise in piedi quindi un esercito per assediare gli assedianti inglesi, per forzargli maggiormente la mano egli simulò un attacco al Northumberland, ma gli inglesi non abboccarono ed egli fu costretto a tornare a Berwick. Il 19 luglio Edoardo III prese posto sopra la collina di Halidon Hill a un miglio e mezzo circa dalla città, una posizione che gli consentiva la visuale di tutto il circondario. Sentendosi obbligato a passare all'azione Archibald attaccò il pendio, ma lui e i suoi uomini furono uccisi dagli arcieri inglesi che ottennero la vittoria, e Berwick con relativamente poche perdite.

## Matrimonio e figli
In data sconosciuta Archibald sposò Beatrice Lindsay ed insieme ebbero almeno tre figli:
- James Douglas (morto prima del 1342), deceduto mentre era al seguito di Davide II di Scozia in Francia
- William Douglas, I conte di Douglas
- Eleanor Douglas che si sposò cinque volte con:
  - Alexander Bruce, Conte di Carrick (morto nel 1333), figlio illegittimo di Edward Bruce
  - James de Sandilands
  - William Tours
  - Duncan Wallace
  - Patrick Hepburn